# 200トン型海洋観測船
200トン型海洋観測船（200トンがたかいようかんそくせん）は、大日本帝国海軍の海洋観測船（雑役船）。海洋型海洋観測船とも呼ばれる。

## 概要
日本海軍の水路部は、海洋・気象の観測や水路測量を行う為に、海洋観測船や測量船、交通船などに分類される数種の小型船を保有していた。
200トン型はそれらの中でも代表的な物で、船舶安全法と漁船規定に基いた設計の、鋼製・遠洋漁船式の船体を持つ。第一から第六海洋までの6隻が建造され、第二次世界大戦中は北方や南方の最前線で運用された。また、大戦を生き延びた第四海洋と第五海洋は、戦後に海上保安庁によって使用されている。

## 諸元
- 排水量：277t
- 全長：37m
- 全幅：6.85m
- 吃水：2.35m
- 機関：ディーゼルエンジン、単軸推進
- 機関出力：400馬力
- 速力：11ノット
- 兵装[2]：
  - 13mm単装機銃3基
  - 7.7mm単装機銃2基
  - 爆雷
- その他：測量艇2隻

## 同型船
船体建造所はいずれも三菱重工業下関造船所。
第一海洋
1939年10月9日竣工。1944年10月19日、米B-24の攻撃で戦没。
第二海洋
1939年12月23日竣工。1944年10月15日、オランダ潜水艦「ズヴァードヴィッシュ」の銃砲撃により戦没。
第三海洋
1942年6月17日竣工。1944年に消息不明に。
第四海洋
1942年7月17日竣工。1948年に海上保安庁に移籍後、1956年3月26日に退役。
第五海洋
1943年2月28日竣工。1948年に海上保安庁に移籍後、1952年9月24日、明神礁噴火の際に消息不明に（第五海洋丸の遭難）。
第六海洋
1943年3月31日竣工。1944年10月31日、米潜水艦「ガビラン」の雷撃により戦没。